# Basílica del Salvador
La Basílica del Salvador es un templo católico chileno de arquitectura neogótica, ubicado en la esquina de las calles Huérfanos y Almirante Barroso en Santiago de Chile. Debido a los terremotos que afectaron al centro de Chile en 1985 y en 2010, estuvo en un estado de grave deterioro, pero tras una década de trabajos de restauración, fue parcialmente reabierta al público en 2023.

## Historia

### Primeros años
La primera piedra de la Basílica se colocó tras la destrucción de la Iglesia de la Compañía, estando el proyecto original encargado al ingeniero alemán Teodoro Burchard en 1871. Luego pasó a manos del arquitecto chileno Josué Smith Solar, quedando la obra terminada en 1932, después de sesenta años de trabajos. El papa Pío XI elevó el templo al rango de Basílica en 1937. El templo tuvo su apogeo a la par del barrio Brasil entre 1925 y 1940, cuando la elite del sector acudía ahí. Hasta 1984, la procesión de la Virgen del Carmen salía desde su interior. Fue nombrada Monumento Nacional en 1977.

### Deterioro tras los terremotos de 1985 y 2010

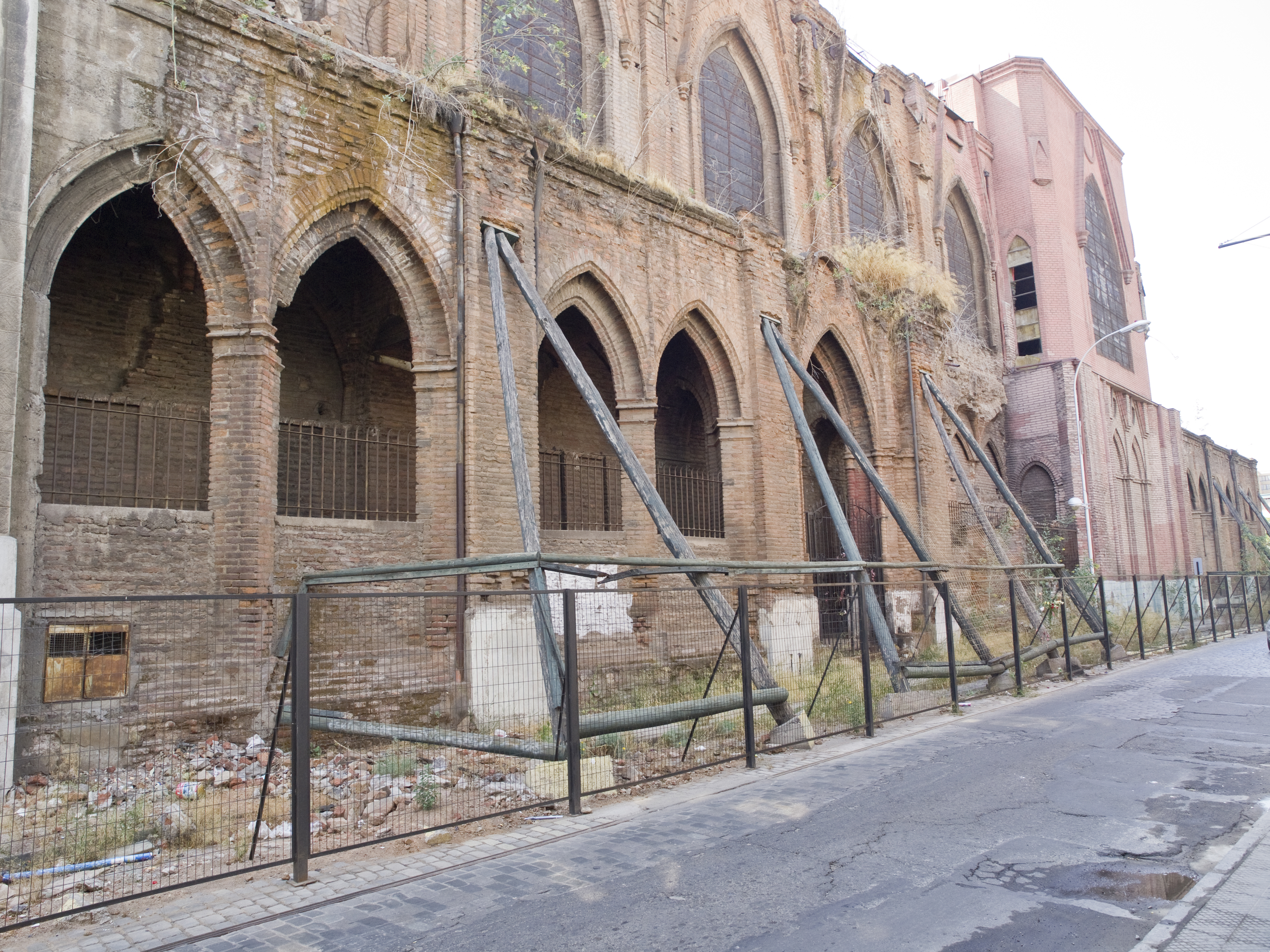
Estado de deterioro en uno de los lados en la Basílica del Salvador tras los terremotos de 1985 y de 2010.

La Basílica quedó en un pésimo estado de conservación debido a los graves daños producidos por el terremoto del 3 de marzo de 1985. Los resultados del sismo fueron el agrietamiento de una pared oeste, la caída de parte de las bóvedas sobre las butacas y la pérdida del estuco en su fachada. En los años siguientes se dieron varios intentos de restauración que resultaron fallidos, y en 2004 la Basílica dejó de funcionar.
El terremoto del 27 de febrero de 2010 agravó aún más la situación del edificio, pues destruyó parte del techo, un muro lateral y varios de los vitrales de cuatro metros que fueron traídos desde Múnich en el siglo XIX.

### Restauración (2011-2023)
En 2011 se anunció que el Ministerio de Obras Públicas licitaría un proyecto para diseñar una estructura anexa para dar soporte estructural la iglesia, para de esta forma evaluar un proyecto de remodelación a futuro. Éste incluiría la confección de un registro fotográfico de las ornamentaciones que aún se mantienen al interior de la iglesia y un catastro de los vitrales aún están en buen estado.
Las obras de restauración se iniciaron finalmente en diciembre del año 2014, pero estuvieron paralizadas por el alto costo de las obras a mediados del 2015, siendo reactivadas a comienzos del año 2016. La restauración está a cargo del arquitecto Dino Bozzi. La Basílica fue reabierta al público en agosto de 2023 como parte de las actividades del festival "OH! Stgo".

## Descripción

### Exterior

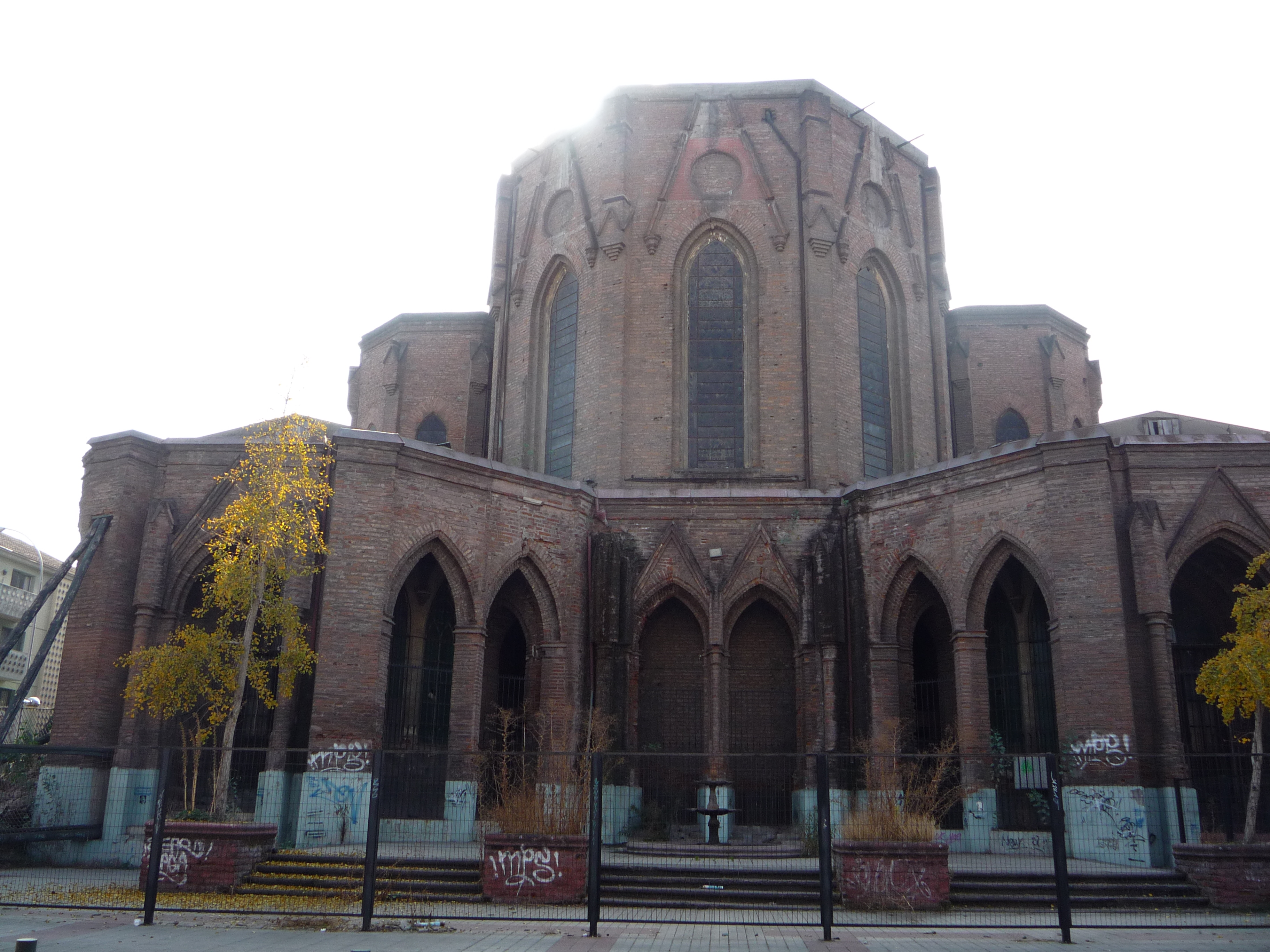
Vista posterior, por calle Agustinas

La Basílica del Salvador es de estilo neogótico con semblanzas románicas y germánicas. La fachada principal se caracteriza por su albañilería de ladrillo a la vista. La Basílica tiene unas dimensiones de 98 m de largo por 37 de ancho y tiene una altura interior de 30 m, contando con una capacidad de cinco mil personas, sólo comparable a la Catedral de Santiago de Chile.

### Interior
Con capacidad para cinco mil personas, la Basílica tiene tres naves paralelas de la misma altura, un rasgo arquitectónico único en Chile. Las naves laterales rematan en sendas pequeñas capillas a los costados del altar principal. En el transepto se ubica el coro a la altura del triforio. El interior está iluminado a través de vidrieras de gran calidad, procedentes de Bélgica. Tanto las columnas lobuladas como los muros y bóvedas están profusamente decorados, con predominio de los dorados, trabajo realizado por el artista italiano Aristodemo Lattanzi Borghini.
Dentro de la Basílica se encuentra enterrado el obispo chileno Rafael Edwards Salas.
En el altar dedicado a la Virgen del Carmen, se encuentra en una de sus partes bronce forjado de los cañones usados en la guerra del pacífico. Esto se realizó en agradecimiento por parte del ejército por la protección brindada por su patrona la Virgen del Carmen.[cita requerida]